# 小関村
小関村（おせきむら）は、佐賀県佐賀郡にあった村。現在の佐賀市の一部にあたる。

## 地理
- 河川：嘉瀬川[2]
- 山岳：権現山[2]

## 歴史
- 1889年（明治22年）4月1日、町村制の施行により、佐賀郡小副川村、関屋村が合併して村制施行し、小関村が発足[1][2]。旧村名を継承した小副川、関屋の2大字を編成[2]。
- 1956年（昭和31年）9月30日、小城郡北山村、南山村と合併し、佐賀郡富士村を新設して廃止された[1][2]。合併後、富士村大字小副川・関屋となる[2]。

### 地名の由来
合併旧村名の各一文字を組み合わせたもの。

## 産業
- 農業、林業[2]

## ダム・発電所
- 北山ダム[2]
- 鮎ノ瀬発電所（1899年）[2]
- 川上川第二発電所（1914年）[2]
- 川上川第四発電所（1923年）[2]

## 教育
- 小副川尋常小学校[2]
- 関屋尋常小学校[2]